# SoFaygo
SoFaygo (geboren als André Dontrel Burt Jr. op 3 oktober 2001) is een Amerikaanse rapper, zanger en songwriter. Hij werd bekend in de underground rapscene en kreeg bredere erkenning in 2020 met zijn hit "Knock Knock", die viraal ging op TikTok. SoFaygo's stijl wordt gekenmerkt door melodieuze flows, energieke productie en invloeden uit rage- en cloud-rap. Hij wordt vaak in verband gebracht met artiesten als Trippie Redd, Playboi Carti en Ken Carson.

## Vroege Leven en Begin van Carrière
SoFaygo werd geboren in Grand Rapids, Michigan, en groeide later op in Atlanta, Georgia. Zijn interesse in muziek begon al op jonge leeftijd, en hij begon met rappen en opnemen tijdens zijn middelbareschooltijd.
In 2018 bracht hij zijn eerste mixtape uit, War, onder de naam Trvllinese, voordat hij de artiestennaam SoFaygo aannam. Zijn vroege muziek trok de aandacht van de undergroundscene, vooral door zijn experimentele, melodieuze benadering van trapmuziek.

## Doorbraak en "Knock Knock" (2020-2021)
In 2020 bracht SoFaygo de EP Angelic 7 uit, geproduceerd door Lil Tecca. De track "Knock Knock" ging viraal op TikTok. De combinatie van zijn hoge, zwevende vocalen en de speelse productie maakte het nummer een favoriet onder fans van rage en hyperpop-achtige trapmuziek.
Door het succes van "Knock Knock" kreeg SoFaygo aanbiedingen van verschillende platenlabels. In 2021 tekende hij bij Cactus Jack Records, het label van Travis Scott.

## Discografie

#### Studio albums
- Pink Heartz (2022)
- WAR 2 (TBA)

#### Mixtapes
- War (2019)
- Angelic 7 (2020)
- After Me (2020)
- BabyJack (2022)

#### Ep's
- Goonland (2018)
- We Are Aliens (2018)
- Delineation (2019)
- Hostility (2019)
- The Reveal Vol. 1 (2020)
- 4U (2020)
- Web (2020)
- B4Pink (2022)
- Go+ (2023)
- Pressure (2024)